# گمرک (تهران)

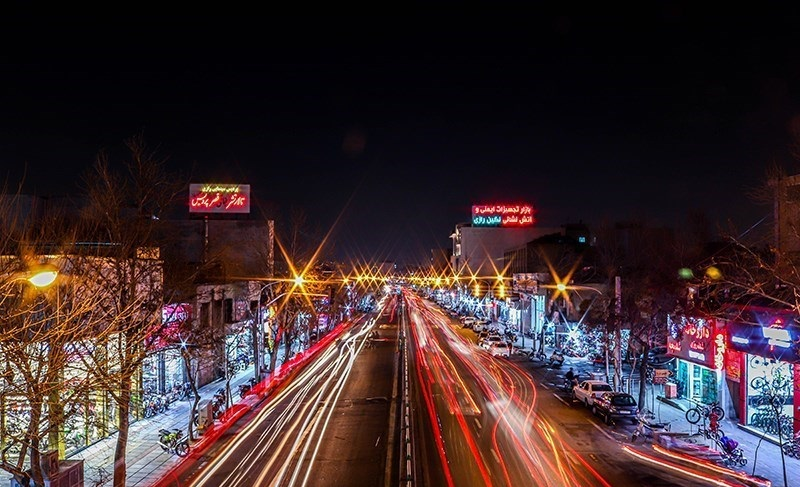
خیابان هلال احمر در شب

گمرک محله‌ای در محدوده مرکزی تهران است. این محله در مرکز تهران در حد فاصل خیابان مولوی تا خیابان قزوین قرار دارد و از شمال وجنوب به خیابان کارگر، از شرق به خیابان مولوی و از غرب به خیابان هلال‌احمر متصل می‌شود.
محله گمرک تهران که امروزه در منابع رسمی به عنوان نام محله رازی شناخته می‌شود، یکی از قدیمی‌ترین محله‌های واقع در منطقه ۱۱ شهرداری تهران است. در محله گمرک مشاغلی مانند فروش البسه نظامی، لوازم کوهنوردی، کتانی و موتور سیکلت به چشم می‌خورد بطوریکه مرکز بورس این کالاها می‌باشد.
خیابان‌های مهم محله گمرک
خیابان ایروانی، قسمت‌های از بلوار دشت آزادگان، قسمتی از خیابان کارگر جنوبی و خیابان ولیعصر و هلال احمر از جمله خیابان‌های است که در این محله قرار گرفته‌اند.
بیمارستان‌های گمرک
- بیمارستان بهارلو
- بیمارستان فارابی
- بیمارستان شهید فهمیده
- بیمارستان پارسا

## دسترسی عمومی
این محله از طریق ایستگاه مترو مهدیه، هلال احمر، ایستگاه مترو جوادیه و ایستگاه راه‌آهن دسترسی دارد.

## اماکن مهم
- بوستان رازی
- بوستان قبله
- بوستان برادران هاشمیان
- فرهنگسرای رازی
- پردیس سینمایی رازی